# Botas Cavalier

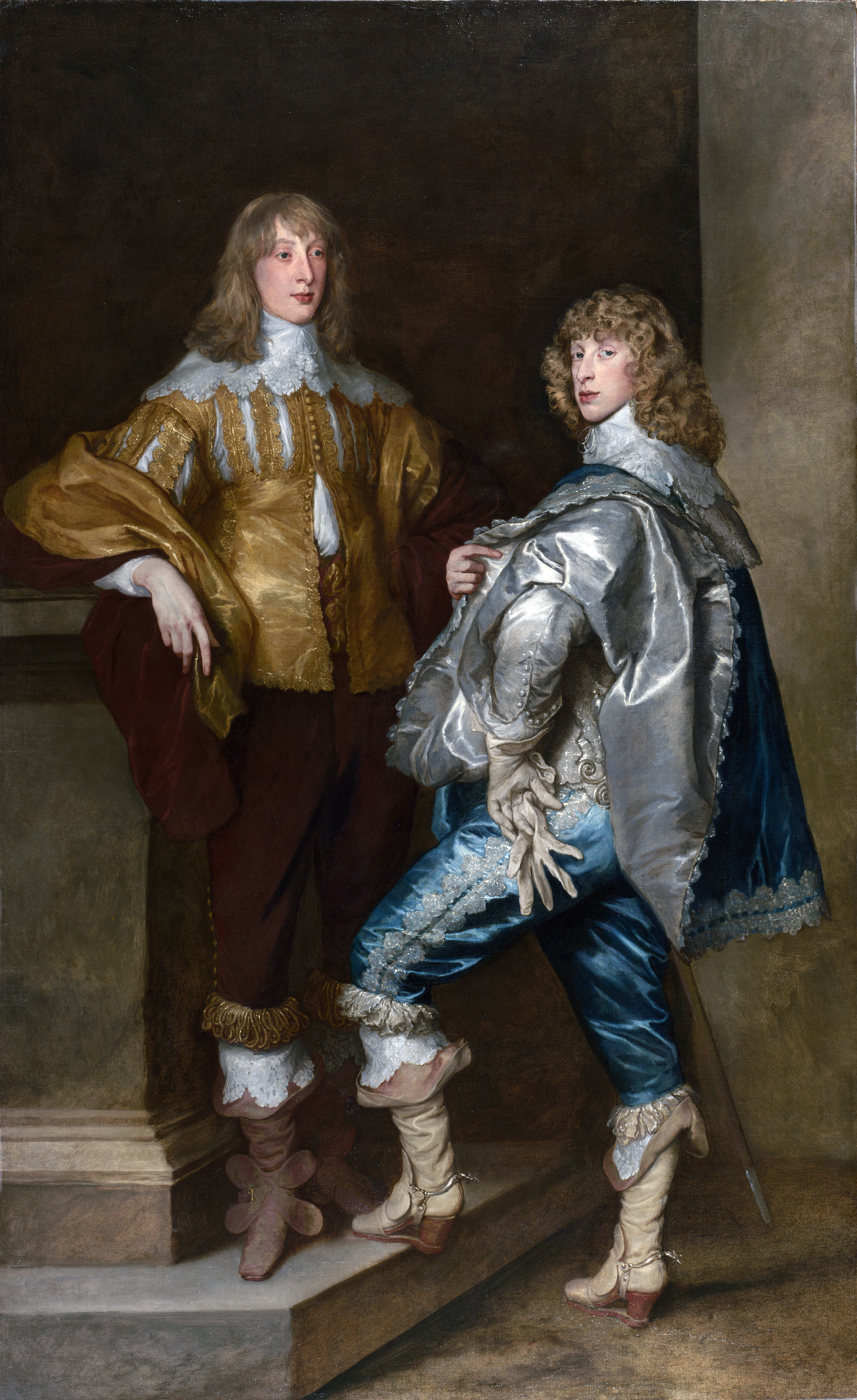
Caballeros con botas Cavalier en 1638

Las botas Cavalier son un tipo de bota que fue popular en Europa aproximadamente entre los años 1500 y 1700. Son botas de cuero con cuello blando típicamente fabricadas en piel de becerro marrón.

## Historia

### Orígenes
Las botas de equitación fueron llevadas primero con cueras por señores y soldados durante el periodo Tudor medio. Hacia el reinado de Isabel I estas tenían tacones bajos para facilitar su uso a caballo y estaban hechas de cuero marrón blando.

### Periodo jacobino
En tiempos del reinado de Jaime I las botas habían reemplazado a los zapatos como calzado más popular entre las clases superiores que a menudo las llevaron en espacios interiores, incluso con espuelas. Por la década de 1620 se parecían a las botas usadas por los Tres Mosqueteros, con una parte superior en forma de cubo acampanado y tacones altos de madera similares a los de las botas de cowboy.

### Resurgimiento
Las botas Cavalier experimentaron un resurgimiento durante la guerra civil americana cuando los flamantes oficiales de caballería como George Armstrong Custer y Jeb Stuart compraron botas de equitación altas. Siguiendo las exitosas películas de Piratas del Caribe las botas de este tipo han también se volvieron populares entre las mujeres británicas jóvenes. 

## Usos

### Uso militar
Las botas de este tipo están clásicamente asociadas con los apuestos Cavaliers de la Guerra civil inglesa pero en realidad muchos Roundheads, incluyendo el conde de Essex, se vestían igual que los Royalistas. Las botas Cavalier siguieron en uso entre la caballería hasta finales del siglo XVIII cuando fueron reemplazadas con las botas Hesianas popularizadas por el rey Prusiano Federico II el Grande.

### Uso marítimo
Las botas Cavalier están a menudo asociadas con piratas y salteadores de caminos como Dick Turpin o el capitán Blood. Estas botas altas eran apreciadas por timoneles y oficiales navales ya que  proporcionaban una excelente protección frente a la lluvia y la espuma. Las botas de este estilo, llevadas con sombreros Sou'wester y prendas impermeables, se mantuvieron en uso entre los pescadores hasta bien entrado el siglo XX cuando fueron reemplazadas por las botas de goma Wellington  y las botas de pesca. 

## Galería

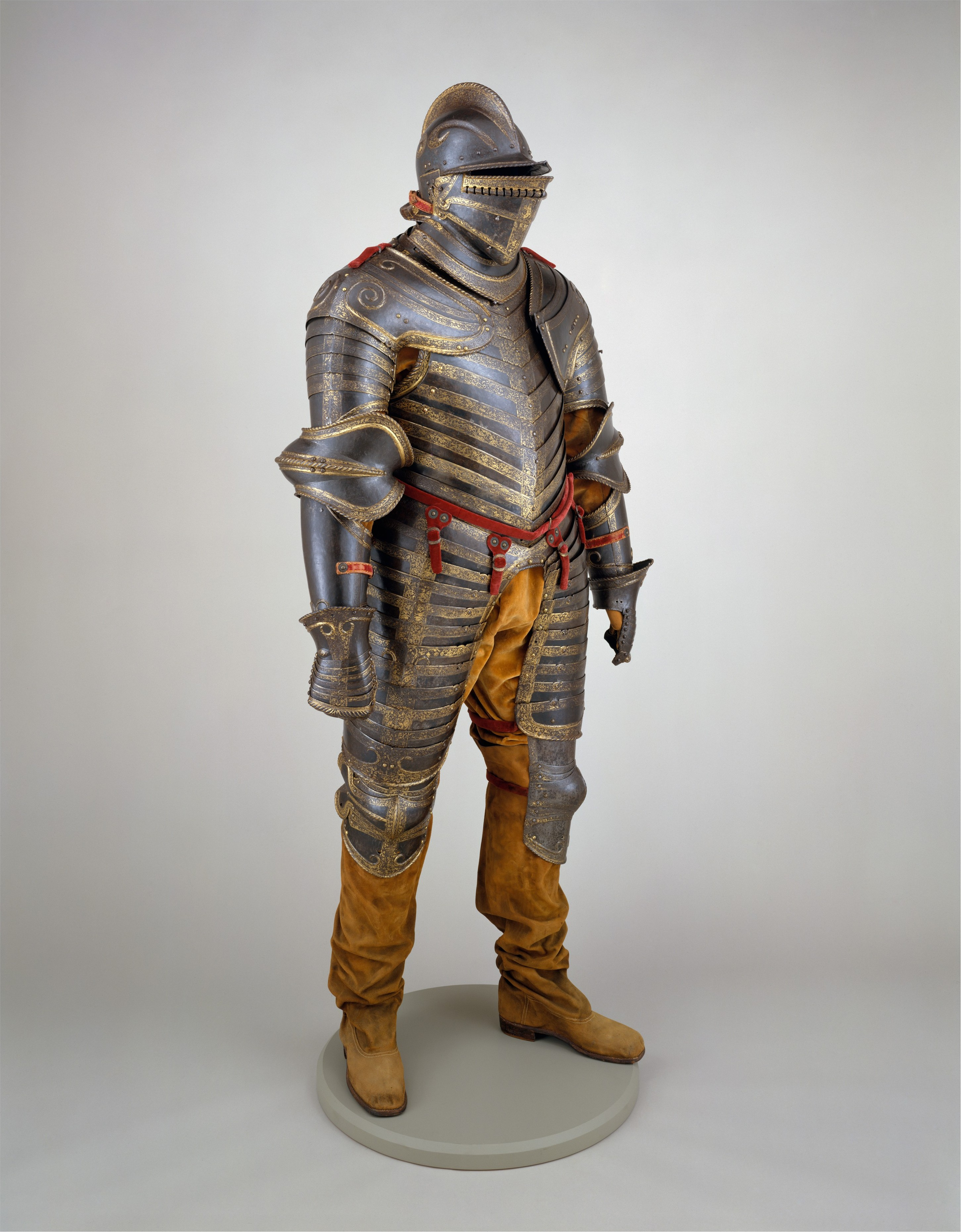
Esta armadura de coracero de ca.1544 pertenece a Enrique VIII e incluye botas Cavalier de tacón bajo
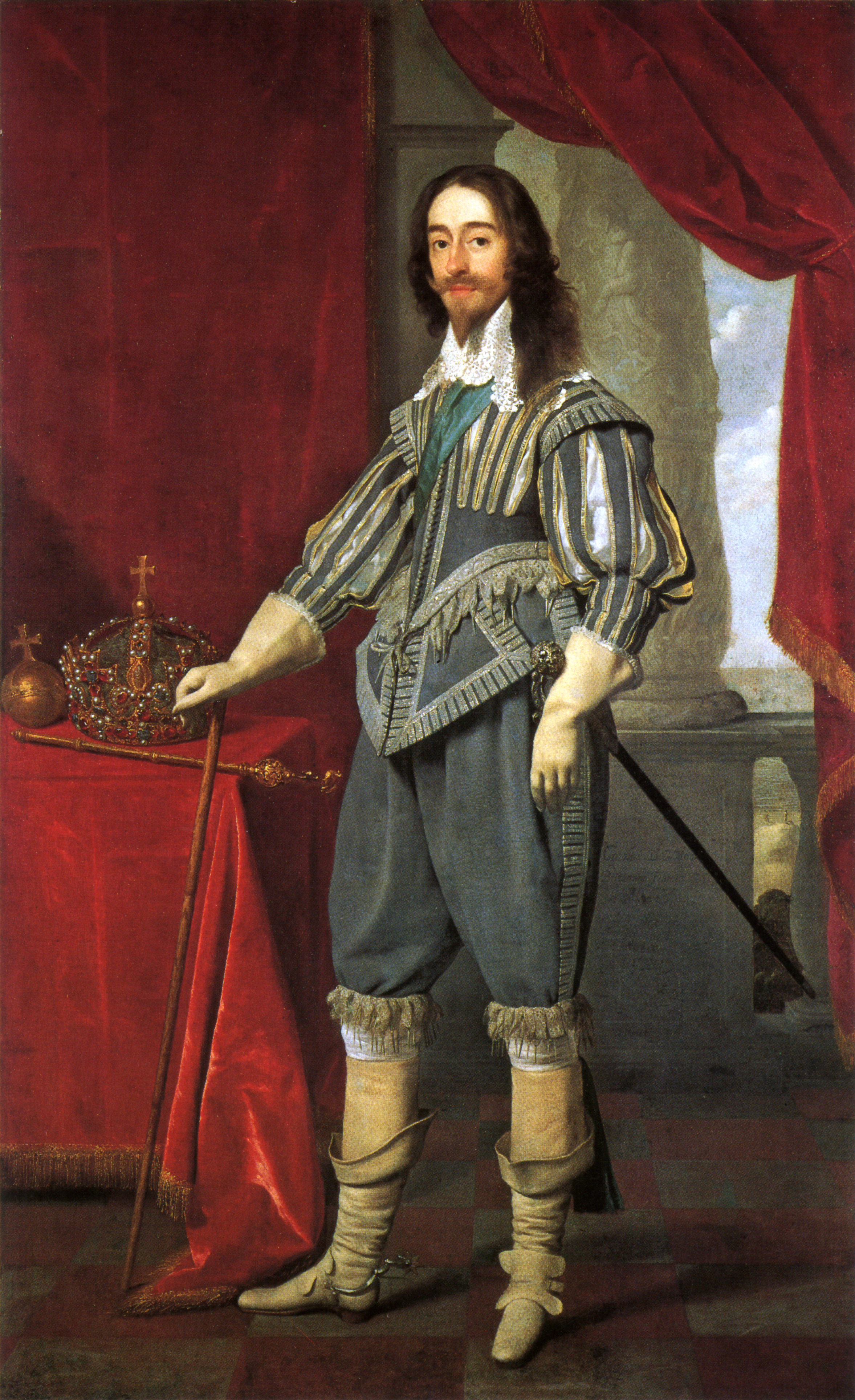
El rey Carlos I con botas Cavalier
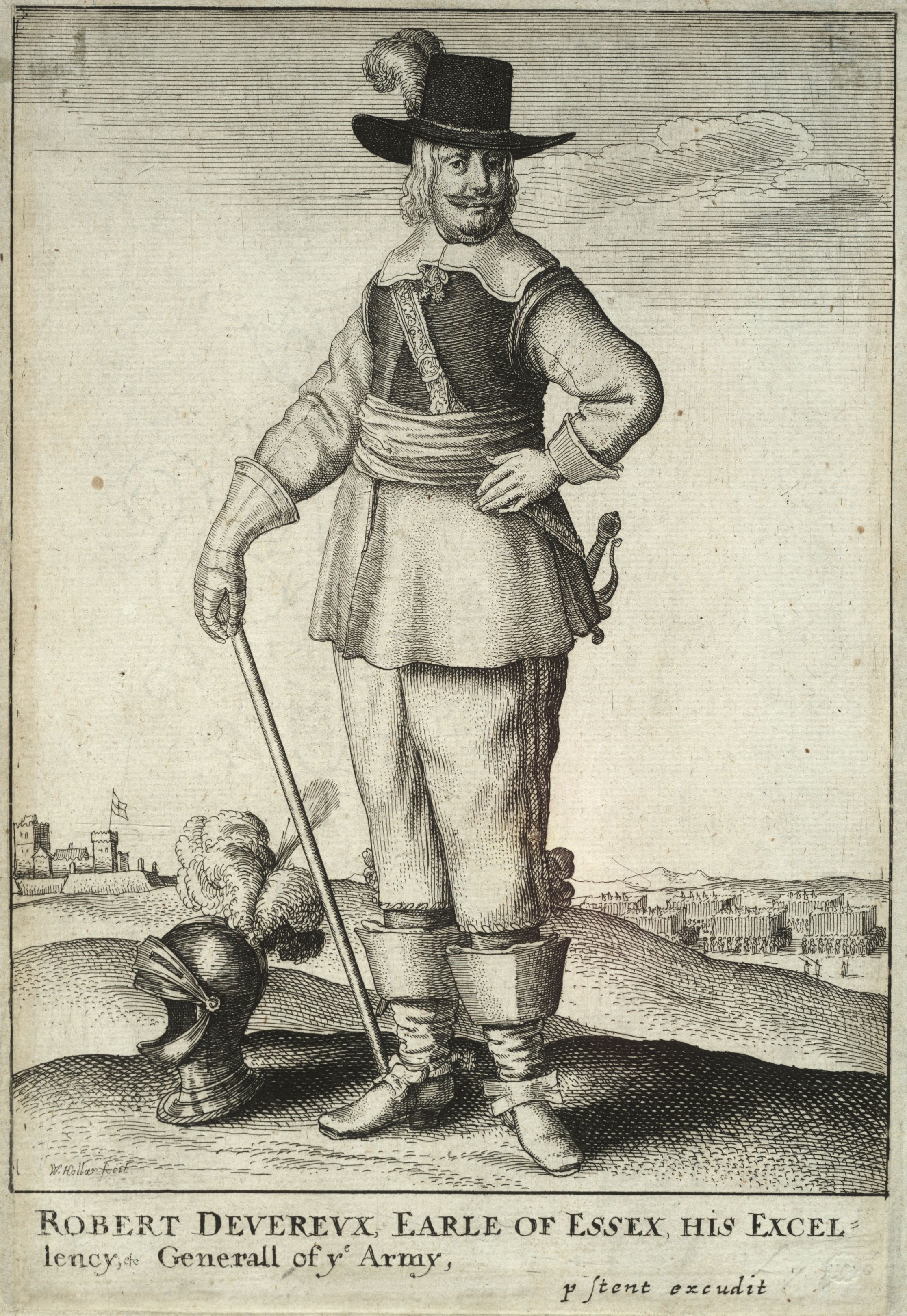
Botas de perfil de cubo, abrigo buff y coraza llevadas por el  comandante Roundhead Robert Devereux, 3er. conde de Essex, alrededor de 1642.
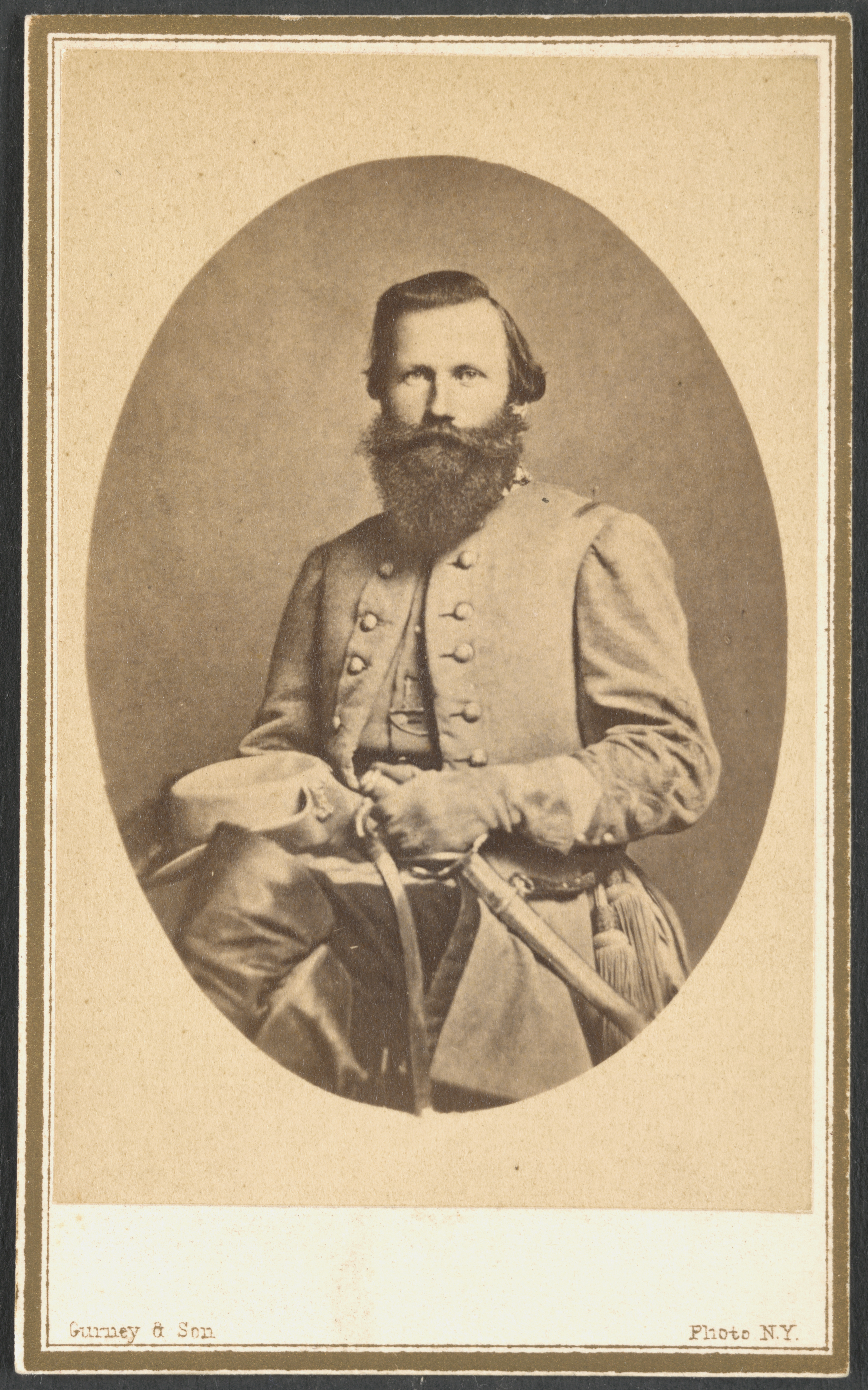
El oficial de caballería confederado Jeb Stuart, conocido para sus flamantes trajes
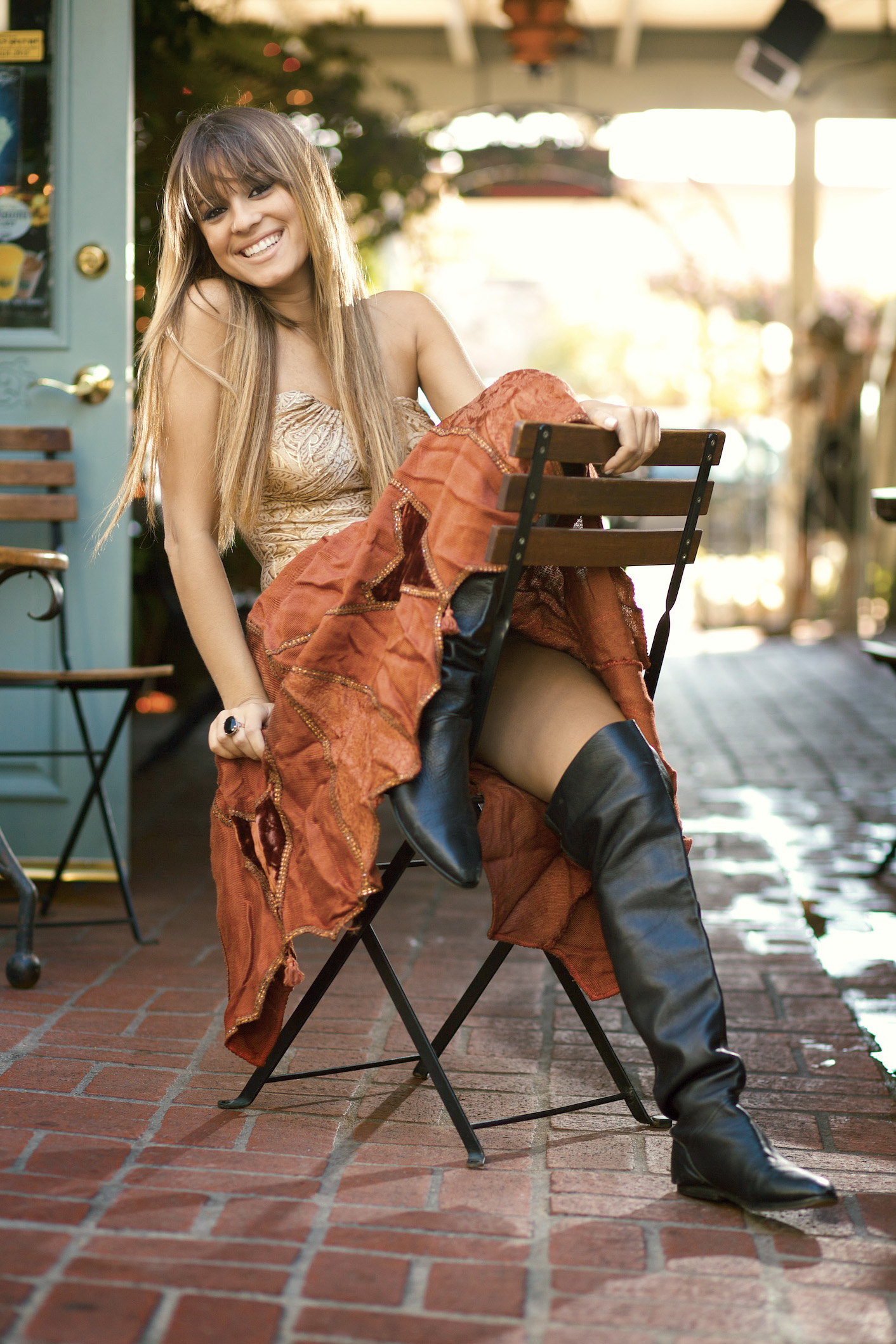
Joven mujer con un par de botas piratas en 2008